# 뉴어크-월드 트레이드 센터선
뉴어크-월드 트레이드 센터선(영어: Newark–World Trade Center) 또는 줄여서 NWK-WTC는 PATH 사에서 운영하는 지하철 노선이다. PATH 사 노선도에는 붉은색으로 표시되어 있다. 뉴어크-월드 트레이드 센터선은 뉴저지주 뉴어크시에 있는 펜실베이니아역부터 세계 무역 센터역까지 운행한다. 노선은 24시간 운영되면 14.3km의 전구간 주행을 완료하는 데에는 22분 30초가 소요된다.
뉴어크-월드 트레이드 센터선의 뉴어크-저지시티 구간의 대부분은 암트랙 시외 열차와 NJ 교통체계의 통근 철도가 사용하는 노스이스트 코리더와 매우 유사하다. 이 노선은 뉴어크와 뉴욕 사이를 오가는 시외 및 통근 열차가 사용하는 뉴어크 도크 브릿지 위를 가로지른다. 이러한 이유로 PATH는 오랫동안 고속철도 시스템으로 운영되어 왔음에도 불구하고 법적으로 연방철도국의 관할하에 있는 통근철도로 간주된다.